# Brigitte Seiwald
Brigitte Seiwald, coniugata Saurwein (Innsbruck, 12 settembre 1945), è un'ex sciatrice alpina austriaca.

## Biografia
Sciatrice polivalente, Brigitte Seiwald debuttò in campo internazionale in occasione dello slalom speciale delle SDS-Rennen 1963 (Grindelwald, 8-11 gennaio), senza completare la gara; nella stessa stagione si classificò 2ª nello slalom speciale e 3ª nella combinata dell'Otto Furrer Memorial (Zermatt, 15-17 marzo) e 3ª nello slalom speciale di Bad Hindelang del 14 aprile. Nel 1966 si piazzò 2ª nello slalom speciale e nella combinata di Sportinia (29-30 gennaio), vinse lo slalom speciale del trofeo Soreghina (Cavalese, 5-6 febbraio) e fu 3ª in quelli del trophée Trois Vallées (Méribel/Courchevel, 2-6 marzo) e del Bud Werner Memorial (Sun Valley, 23-27 marzo).
Nel 1967 non gareggiò; in Coppa del Mondo esordì il 5 gennaio 1968 a Oberstaufen in slalom gigante (9ª) e conquistò il miglior risultato il 17 gennaio seguente a Badgastein in discesa libera (4ª). Ai successivi X Giochi olimpici invernali di Grenoble 1968, sua unica presenza olimpica e iridata, si classificò 4ª nella discesa libera, 11ª nello slalom gigante, 24ª nello slalom speciale e 13ª nella combinata, disputata in sede olimpica ma valida solo ai fini dei Mondiali 1968. In Coppa del Mondo ottenne l'ultimo piazzamento a punti il 31 marzo dello stesso anno a Rossland in slalom gigante (5ª) e prese per l'ultima volta il via il  30 gennaio 1970 a Garmisch-Partenkirchen in discesa libera (16ª); il giorno successivo nella medesima località si classificò 3ª nello slalom speciale del trofeo Arlberg-Kandahar, non valido per la Coppa del Mondo, e si congedò dalle competizioni in occasione delle gare di Coppa del Mondo B disputate a Leysin/Les Diablerets tra il 26 febbraio e il 1º marzo seguenti, piazzandosi 3ª sia nello slalom speciale sia nella combinata.

## Palmarès

### Coppa del Mondo
- Miglior piazzamento in classifica generale: 12ª nel 1968

### Campionati austriaci
- 2 medaglie:
  -  2 argenti (slalom gigante, slalom speciale nel 1966)[senza fonte]